# Leo Goodwin
Leo Joseph "Budd" Goodwin (Nova York, 13 de novembre de 1883 – Nova York, 25 de maig de 1957) va ser un saltador, nedador i waterpolista estatunidenc que va competir a principis del segle xx.
El 1904 va prendre part en els Jocs Olímpics de Saint Louis, on va guanyar tres medalles: les d'or en la prova de waterpolo i en el relleu 4x50 iardes lliures del programa de natació, i la de bronze en la prova de salt de llargada del programa de salts. En aquests mateixos Jocs també disputà les proves de les 440 iardes, on fou quart, les 50 iardes, on fou cinquè, i les 100 iardes lliures.
Una septicèmia va estar a punt de provocar-li la pèrdua d'un braç el 1906. Tot i recuperar-se, no pogué prendre part en els Jocs d'Atenes de 1906.
Quatre anys després va prendre part en els Jocs de Londres, on va guanyar una nova medalla, de bronze, en el relleu 4x200 metres lliures del programa de natació, mentre en els 400 metres lliures quedà eliminat en la primera eliminatòria.
Durant l'Exposició Universal de San Francisco de 1915 va nedar 3,5 milles per la badia de San Francisco en un temps d'1 hora i 38 minuts. Posteriorment va rebre la medalla d'or del Congrés dels Estats Units per la seva valentia en el salvament de persones al mar. Es va retirar el 1922, però continuà nedant fins als 70 anys. El 1971 fou incorporat a l'International Swimming Hall of Fame.